# Poševnosimetrična matrika
Poševnosimetrična matrika (tudi antisimetrična matrika) je kvadratna matrika s kompleksnimi elementi, katere transponirana matrika je enaka njeni negativni vrednosti:
{\displaystyle A^{T}=-A\!\,,}
kjer je:
- {\displaystyle A^{T}\,} transponirana matrika matrike {\displaystyle A\,}.

To lahko zapišemo tudi kot:
{\displaystyle a_{ij}=-a_{ji}\qquad \forall i,j\in \{1,\ldots ,n\}\!\,,}
kjer je:
- {\displaystyle a_{ij}\,} element matrike {\displaystyle A\,}

## Zgledi
{\displaystyle {\begin{pmatrix}0&2\\-2&0\end{pmatrix}}\qquad ;\qquad {\begin{pmatrix}0&1&-2\\-1&0&3\\2&-3&0\end{pmatrix}}\!\,.}

## Značilnosti
- rang poševnosimetrične matrike je vedno sodo število.

## Determinanta poševnosimetrične matrike
Če ima matrika {\displaystyle A\,} razsežnost {\displaystyle n\times n\,} sta pri izračunu determinante dve možnosti:
- {\displaystyle n\,} je neparno število

{\displaystyle det(A)=det(A^{T})=det(-A)=(-1)^{n}det(A)\,}
kar pomeni, da je {\displaystyle det(A)=0\,}. Ta rezultat se imenuje Jakobijevo pravilo (po nemškem matematiku Carlu Gustavu Jakobu Jacobiju (1804 – 1851)).
- {\displaystyle n\,} je sodo število. V tem primeru lahko determinanto matrike {\displaystyle A\,} pišemo kot kvadrat polinoma elementov matrike {\displaystyle A\,}

to je
{\displaystyle det(A)={Pf(A)}^{2}\,}
kjer je 
- {\displaystyle Pf(A)\,} Pfaffova determinanta (pfafian) (ime ima po nemškem matematiku Johanu Friedrichu Pfaffu (1765 – 1825)) matrike {\displaystyle A\,}, ki se izračuna kot {\displaystyle {\mbox{Pf(A)}}=\pm {\sqrt {\mbox{det(A)}}}}. Iz tega sledi, da je determinanta nenegativna.